# Conisania magdalene
Conisania magdalene là một loài bướm đêm trong họ Noctuidae.